# Neoromicia anchieta
Neoromicia anchieta — вид рукокрилих ссавців із родини лиликових.

## Середовище проживання
Країни поширення: Ангола, Демократична Республіка Конго, Мадагаскар, Південна Африка, Замбія, Зімбабве. Цей вид зазвичай пов'язаний з сухими та вологими саванами. Зустрічається також в лісистих асоціаціях, сухих листяних лісах.

## Загрози та охорона
Здається, немає серйозних загроз для цього виду. Він присутній в багатьох охоронних районах в Зімбабве і Південній Африці.